# Odontognathus compressus
Odontognathus compressus är en fiskart som beskrevs av Meek och Hildebrand 1923. Odontognathus compressus ingår i släktet Odontognathus och familjen sillfiskar. Inga underarter finns listade i Catalogue of Life.